# Babirka-Ouro-Démoa
Babirka-Ouro-Démoa est une localité située dans le département de Bani de la province du Séno dans la région Sahel au Burkina Faso.